# 卡什塔尼夫卡 (扎波羅熱區)
48°2′55″N 35°48′20″E / 48.04861°N 35.80556°E
卡什塔尼夫卡（烏克蘭語：Каштанівка）是位於烏克蘭東南部的村莊，由扎波羅熱州扎波羅熱区的新米科拉伊夫卡市鎮負責管轄。該村距離波赫丹尼夫卡1.5公里，面積0.56平方公里，海拔高度135米，2001年人口69。